# Matutinus iphias
Matutinus iphias är en insektsart som beskrevs av Ronald Gordon Fennah 1972. Matutinus iphias ingår i släktet Matutinus och familjen sporrstritar. Inga underarter finns listade i Catalogue of Life.